# Coleman (Virginia Occidental)
Coleman es un área no incorporada ubicada dentro del Distrito Butler, una división civil menor del condado de Wayne (Virginia Occidental), Estados Unidos. Está catalogada como un asentamiento humano por la Junta de Nombres Geográficos de los Estados Unidos.
El número de identificación (ID) asignado por el Servicio Geológico de Estados Unidos es 1554176.

## Geografía
Se encuentra a una altitud de 191 metros sobre el nivel del mar (627 pies) según el conjunto de datos de elevación nacional.